# Urugvajski nogometni savez
Urugvajski nogometni savez (AUF) je glavno izvršno tijelo za nogomet u Urugvaju. Osnovan je 1900., a primljen je u FIFA-u 1923. Jedan je od osnivača CONMEBOL-a te vodi urugvajsku nogometnu reprezentaciju i organizira sva nogometna natjecanja u Urugvaju.

## Vanjske poveznice
- AUF Službena stranica (šp.)
- Uruguay  Arhivirana inačica izvorne stranice od 23. lipnja 2007. (Wayback Machine) na FIFA stranici (engl.)
- Uruguay na CONMEBOL stranici (šp.)